# Comarostaphylis
Comarostaphylis je rod rostlin z čeledi vřesovcovité. Zahrnuje 10 druhů a je rozšířen v Kalifornii, Mexiku a Střední Americe. Jsou to keře, nebo malé stromy s loupající se kůrou, často velmi podobné svým příbuzným z rodu medvědice (Arctostaphylos).

## Druhy
- Comarostaphylis arbutoides
- Comarostaphylis discolor syn C. arguta
- Comarostaphylis diversifolia
- Comarostaphylis glaucescens
- Comarostaphylis lanata
- Comarostaphylis longifolia
- Comarostaphylis mucronata
- Comarostaphylis polifolia
- Comarostaphylis sharpii
- Comarostaphylis spinulosa